# Colysis boisii
Colysis boisii là một loài thực vật có mạch trong họ Polypodiaceae. Loài này được (H. Christ) Ching miêu tả khoa học đầu tiên năm 1933.